# Strada nazionale 34 (Argentina)
La strada nazionale 34 (Ruta Nacional 34 in spagnolo) è una strada statale che unisce la città di Rosario con le provincie del nord-ovest del paese e con la frontiera boliviana. È intitolata al generale e patriota Martín Miguel de Güemes.

## Percorso
La strada nasce a Rosario, nella provincia di Santa Fe, e successivamente attraversa le cittadine di Cañada Rosquín, Rafaela e Sunchales. Superata Ceres, entra nel territorio della provincia di Santiago del Estero, che attraversa interamente arrivando anche a toccare i sobborghi della capitale.
Una volta lasciato il territorio santiagueño, la strada s'addentra per una decina di chilometri nell'estrema porzione nord-orientale della provincia di Tucumán dopodiché entra in quella di Salta. Presso la cittadina di Rosario de la Frontera s'interseca con l'altra grande arteria di comunicazione del nord-ovest argentino, la strada nazionale 9. Le due strade condividono la stessa sede sino al ponte sul fiume Mojotoro, dove la 9 volge verso ovest verso Salta. La 34 invece procede verso nord-est entrando nella provincia di Jujuy e attraversando le cittadine di San Pedro de Jujuy e Libertador General San Martín. Dopo essere rientrata nel territorio salteño, la strada s'interseca con la strada nazionale 81 e dopo un centinaio di chilometri raggiunge la cittadina frontaliera di Profesor Salvador Mazza dove termina il suo lungo percorso. Oltre la frontiera con la Bolivia la strada continua il suo percorso come strada nazionale 9.